# 神奇四俠：銀魔現身
《神奇四侠2》（英語：Fantastic Four: Rise of the Silver Surfer）是一部于2007年上映的美国超级英雄电影，為於2005年上映的《神奇四侠》的续集。两部电影都是根据斯坦·李和杰克·科比创作的《神奇四侠》漫画改编，均由蒂姆·斯托瑞执导。几位主要演员也与前作保持一致，艾恩·古福特饰演里德·理查斯、洁西卡·艾巴飾演苏·斯通、克里斯·埃文斯飾演强尼·斯通、麦克·切克里斯飾演本·格里姆，另外朱利安·麦克马洪和凯丽·华盛顿也分别飾演末日博士和阿丽茜娅·玛斯特斯。碧儿·加勒特在续集中出演弗兰基·雷伊，还有道格·琼斯側演银色冲浪手，劳伦斯·费许朋则给后者的角色配音。剧情围绕这个新出现的银色冲浪手展开，他一开始是神奇四侠的敌人，之后成为盟友，决心一起从行星吞噬者手中拯救地球。
电影于2007年6月15日在北美上映后马上就登上了票房榜冠军的位置，一共获得了15个电影奖项提名，最终有两项获奖。与前作一样，电影在影评人中口碑不佳，虽然与前作相比有所改善，但负面评价仍然占多数。影片于2007年10月2日发行了蓝光影碟和DVD。

## 剧情
正当瑞德·理查斯和蘇·史東为两人临近的婚礼作准备时，一个银色物体进入了地球的大气层，其辐射的宇宙能量导致了大规模的分子波动，还在地球上的各个地区形成了多个非常深的陨坑。联邦政府找到理查斯，想请他帮忙追踪并辨认这个物体的活动。而瑞德这段时间正试图哄未婚妻开心，因为她又开始觉得未婚夫总是为了科学研究而忽视了自己，特别是苏还抓到他在自己的单身汉聚会上与三位女子共舞，所以他起初拒绝了政府的要求。不过，他还是应军队的请求偷偷摸摸地建造了一台可以锁定该物体的雷达追踪仪。
婚礼时，瑞德的系统检测到这个银色物体正接近纽约市，接下来全城都停了电，导致大规模的混乱和损害，神奇四侠努力地试图消除。強尼·史東飞去追踪那个目标，发现那是一个通体银色的人形物体站在一块银色滑板上飞行。银色冲浪手一下就打晕了强尼，然后将他带到上层大气直接扔了下去。掉下来的途中强尼醒了过来，但发现自己的超能力起伏不定，直到最后一刻才成功飞起来避免摔死。之后，苏与强尼一接触就调换了彼此的超能力，促使瑞德对他进行检查，发现银色冲浪手将强尼的分子结构改变成通量，这导致他在与神奇四侠中的另外三位发生物理接触时，双方的超能力将被调换。通过追踪银色冲浪手的宇宙能量，瑞德还发现这个外星人所到之处的星球全部被摧毁了。
银色冲浪手还在世界各地制造非常深的陨坑。瑞德确定下一个陨坑将在英國伦敦出现，四人于是赶去倫敦。等他们到达时陨坑已经在泰晤士河中形成，大量的河水不知会从中流向哪里，不过四人成功地避免了伦敦眼的倒塌。之后，瑞德和苏都打算从此放弃超级英雄的生活，选择做回普通人来培养一个家庭。银色冲浪手经过了杜姆博士被囚禁的地方，上一集里他被神奇四侠打败后已经在这里做了两年的金属雕像。银色冲浪手的宇宙能量令杜姆苏醒过来，他伤痕累累地追踪银色冲浪手到达格陵兰后向对方提议合作。银色冲浪手断然拒绝了他的建议，于是杜姆马上攻击，可对方仿佛没受到丝毫损伤并予以回击，把杜姆打飞到冰层下。但是其中的宇宙能量却意外让杜姆得以痊愈。
杜姆以自己的经历为筹码和美国军方达成协议，后者强迫神奇四侠与杜姆合作。根据一些线索杜姆推测银色冲浪手的力量来自于其所踩的冲浪板，于是开发出一种快子脉冲发生器，可以用来将银色冲浪手和他的冲浪板隔离。而杜姆则在制作一台看似远程控制系统但实际作用未知的机器。苏在黑森林与银色冲浪手遭遇，但对方并没有下手杀她，反而表示自己只是一个世界毁灭者的仆人，并对自己所造成的破坏感到遗憾。军方开火了，这让银色冲浪手分了心，神奇四侠利用这个机会发射了快子脉冲，成功地将冲浪板隔离。军队将银色冲浪手囚禁在西伯利亚，并对他痛加折磨来获取口供。苏利用自己的超能力潜入他的牢房，得知了更多的信息。原来他的主人是行星吞噬者，以吞食行星为生，而那块冲浪板还是一个归航信标，可以把行星吞噬者引来地球。如果他不服从命令，这个主人不但会毁掉他所爱的人，还会吞噬他的星球。
杜姆利用自己之前制作的机器偷走了冲浪板，并杀死了在场的军官。神奇四侠救出银色冲浪手，并与杜姆在中國上海开战。战斗中苏受了重伤，而银色冲浪手没有超能力也帮不上忙，强尼于是将四人的力量全部集中起来与杜姆决战。他成功地破坏了杜姆对冲浪板的控制，班·格林姆用旁边的一台起重机将杜姆打飞到海港中。然而，行星吞噬者已经到了，苏也在瑞德怀里去世。银色冲浪手重新取回了冲浪板，他的力量也因此恢复。他复活了苏并选择保护地球，站在冲浪板上朝行星吞噬者飞去，巨大的爆炸吞没了行星吞噬者，但看上去银色冲浪手也无法生还。里德和苏在日本结婚，强尼碰触了冲浪板后自己身体的分子结构也恢复了稳定。在片尾字幕结束后的片尾彩蛋中，银色冲浪手看上去毫无生机的躯体在空中飘过，他的眼睛突然睁开，冲浪板也朝他飞去，表示他还活着。

## 演员
- 艾恩·古福特 饰 瑞德·理查斯 / 神奇先生
- 洁西卡·艾巴 饰 蘇·史東 / 隐形女侠
- 克里斯·埃文斯 饰 強尼·史東 / 霹雳火
- 麦克·切克里斯 饰 班·格林姆 / 石头人
- 道格·瓊斯 饰 银色冲浪手
  - 劳伦斯·费许朋为银色冲浪手配音
- 朱利安·麦克马洪 饰 杜姆 / 末日博士
- 凯丽·华盛顿 饰 阿丽茜娅·玛斯特斯（英语：Alicia Masters）
- 碧儿·加勒特 饰 弗兰基·雷伊（英语：Nova (Frankie Raye)）上尉
- 凡妮莎·米尼洛（英语：Vanessa Minnillo） 饰 朱莉·安琪尔（Julie Angel）
- 安德魯·布瑞格 饰 海格将军（Hager）
- 漫畫作者斯坦·李以真实身份客串，是婚礼上一位遭到拒绝的宾客[2]:71
- 布莱恩·波塞恩（英语：Brian Posehn） 饰 婚礼主持
- 莫妮卡·德兰（Moneca Delain） 饰 朱丽娅（Julia）
- 克瑞斯塔尔 洛维（英语：Crystal Lowe） 饰 妮科尔

## 制作

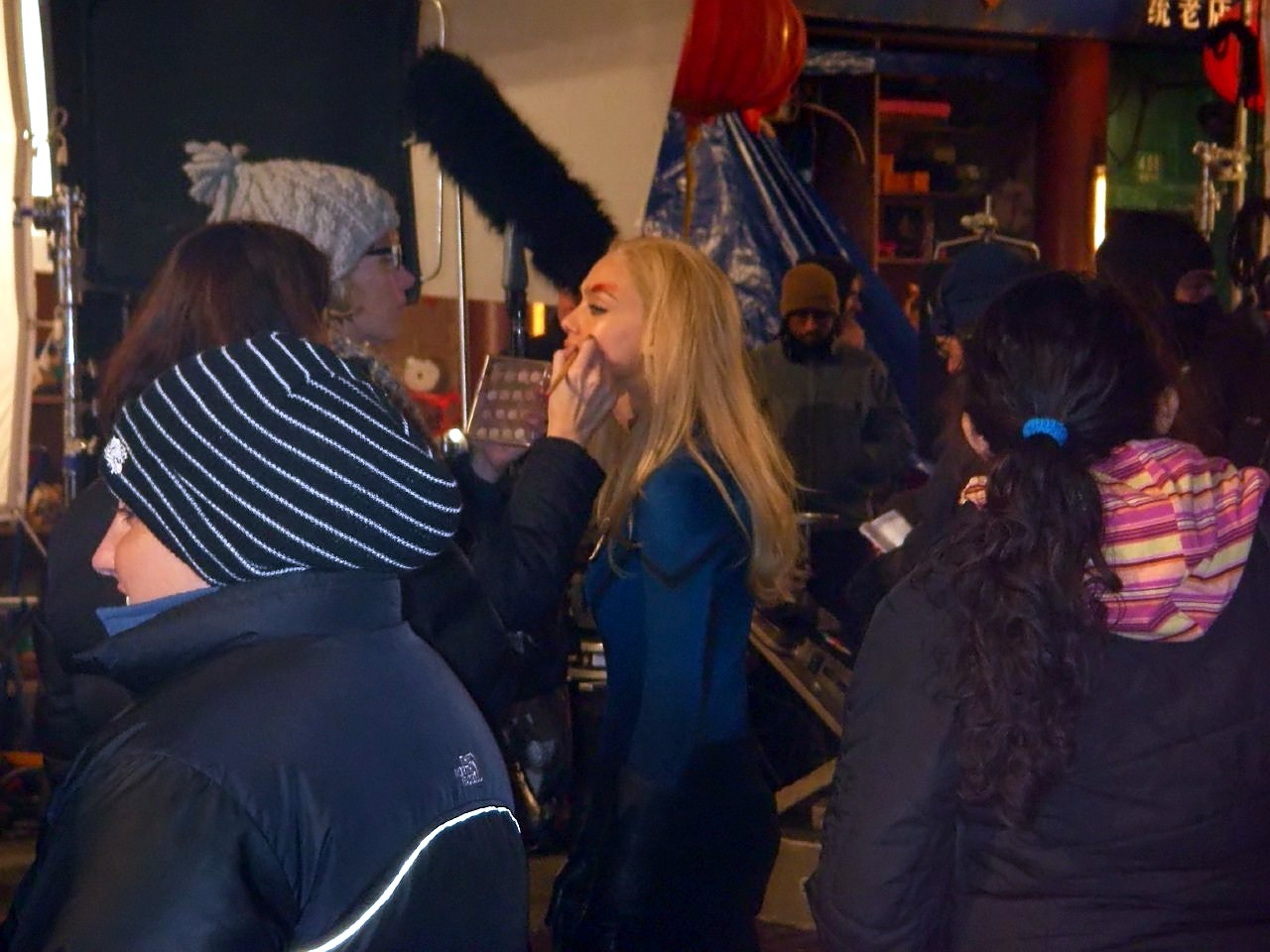
洁西卡·艾巴在片场化妆

### 籌備與編劇
由于《神奇四侠》的全球票房达到3.3亿美元，二十世纪福克斯公司于2005年12月请导演蒂姆·斯托瑞和编剧马克·弗罗斯特回归拍摄续集。另外还请了唐·佩恩共同编写剧本。佩恩是《驚奇4超人》漫畫的粉絲，他表示这部电影是基于漫畫第48集至50集的故事〈行星吞噬者三部曲〉，其中行星吞噬者有出场，而漫畫第57集至60集也是電影的取材對象，當中杜姆窃取了银色冲浪手的超能力。佩恩还表示电影从漫威漫画限量发行的《最终灭绝》中获得了灵感:70。至於里德和苏的婚禮則出自1965年的年度豪華版漫畫第三卷:71。截止2007年3月2日，行星吞噬者的设计还没有完成，到了4月18日请劳伦斯·费许朋为银色冲浪手配音时，导演还不确定是否让这个角色在片中说话。
电影中包括有可以飞行的神奇车，凯丽·华盛顿扮演的阿丽茜娅·玛斯特斯也成为一个重要角色。2006年6月，公司宣布银色冲浪手将在续集中以“恶魔 / 英雄”的形式出现。8月，续集原本的标题改成了上映时的片名，定檔于2007年6月15日上映。同月，安德魯·布瑞格因获选出演《神奇四侠2》而退出了电视剧《仁心仁术》的演出。他出演了海格将军一角。导演斯托瑞形容这个角色是“里德·理查斯的一个老朋友，也是电影中的一个重要补充”。9月，道格·瓊斯确定出演银色冲浪手，而朱利安·麦克马洪也继续出演末日博士一角。10月3日，據《好萊塢報導》指出，模特兒碧儿·加勒特將在本片獻出銀幕首秀，飾演科學家弗兰基·雷伊，強尼的戀人；安德魯·布瑞格飾演有責任要抓捕銀色衝浪手的將軍。

### 拍攝
主体拍摄工作于2006年8月28日在加拿大温哥华展开。劇組以溫哥華一帶和當地的攝影棚為主要的製片基地，攝影棚內的作業採用與前作《驚奇4超人》、《X戰警2》和《X戰警：最後戰役》一樣的設備:72-73。片中的巴克斯特大厦重新进行了设计，並延續前作，在溫哥華的海事大樓取景:72。婚禮戲碼在溫哥華市區內七層樓高的Parkade地鐵站頂樓拍攝:72。劇組也花了一個星期的時間到北溫哥華的Lower Seymour保育區出外景，拍攝劇中的黑森林橋段:72。里德的實驗室搭景於位在溫哥華附近城市本拿比的長毛象（Mammoth）工作室，布景佔地6,100平方英尺（570平方）:72-73。
劇組在溫哥華製片的同時，也派出了第二拍攝小組至世界各地進行取景和綠幕拍攝作業，如美國的華盛頓特區和紐約、英國倫敦、荷蘭、日本東京和中國上海等，供後製人員製作霹靂火和銀色衝浪手的追逐戲，為期40天:72-73。

### 特效
麦克·切克里斯扮演石头人所使用的假肢再度由位於加利福尼亚州格倫代爾的特效化妝公司Spectral Motion公司負責:73。假肢经过了重新设计，让切克里斯在拍摄空檔裏可以将其脱下来，并且通风性也更好。片中的銀色衝浪手是以電腦特效製成。飾演銀色衝浪手的瓊斯擔任其身體與移動的設計參考，提供特效公司维塔数码製作特效需要的資訊。為此，瓊斯接受了默劇訓練和體能鍛鍊，以設計出多樣且精密的動作。銀色衝浪手的配音部分則由劳伦斯·费许朋負責。:73

## 发行

### 促销
电影的预告片起初是专门和《博物馆惊魂夜》一起放映的，之后于2006年12月26日在电影的官方网站上向广大公众提供在线观看。另一个版本的预告片计划与《恐怖社区》一起上映，但由于出现了错误，蒂姆·斯托瑞宣布改为与《蜘蛛侠3》一起于2007年5月4日上映。2007年4月30日，这段预告片通过苹果的预告片网站发行。二十世纪福克斯于2月底开展了一场户外广告宣传活动。电影的演员还于阵亡将士纪念日周末出席在北卡罗莱纳州夏洛特举行的一年一度可口可乐600英里（合965.6公里）赛车比赛的现场。
2007年5月底，二十世纪福克斯与富兰克林造币厂达成协议，将4万个25美分硬币上的内容进行改变并投入市场流通来为电影作宣传。这些硬币都是2005年发行的，属于美国铸币局制作的美国50州25美分纪念币中的加利福尼亚州部分。更改后的硬币背面将有银色冲浪手的图案，还有电影的官方网址。美国铸币局发现这点后告知二十世纪福克斯公司，富兰克林造币厂这种将政府发行的货币转变为私家广告的做法是违法的。不过联邦政府并没有表明是否会作出相应惩罚。

### 家用媒体
《神奇四侠2》于2007年10月2日发行了两个版本的DVD，一个是单碟宽屏或满屏版，一个是双碟“宇宙力量” 版。电影的蓝光影碟也于同一日发行。

## 回響

### 票房
《神奇四侠2》于2007年6月15日上映，首周入账5805万美元，登上票房榜冠军宝座，与前作相比还要高200万美元。但到了第二个星期，影片票房急剧下滑了66%，第三星期又再下滑了54%。影片最终在美国和加拿大收入为1.319亿美元，全球总票房为3.01亿美元，而电影的预算則是1.3亿美元。
| 上一届： 《瞞天過海：13王牌》 | 2007年美國週末票房冠軍 第24週 | 下一届： 《王牌天神續集》 |

### 专业评价
与《神奇四侠》相比，续集所获得的评价要稍好一点。根据烂蕃茄上收集的166篇评论文章，獲得37%不高的鮮度，平均得分4.8（最高10分）。而Metacritic上通过收集的33篇评论文章给影片打出了45分（满分100），其中9篇好评，6篇差评，18篇褒贬不一。烂蕃茄上的共识评价认为《神奇四侠2》与前作相比有所进步，但仍然只是一部不成熟的简单电影，唯一的看点就是其特技效果。

### 奖项和提名
《神奇四侠2》获得了两座奖项，一為2008年金拖车奖最佳预告海报奖，二為洁西卡·艾巴赢得的2008年儿童选择奖“最爱电影女明星”奖。另外影片还获得了8项青少年选择奖提名、土星奖最佳科幻片奖提名、一项MTV电影大奖提名和一项英国国家电影奖提名，还被提名金酸莓奖最差女演员（洁西卡·艾巴）和最差银幕情侣（艾巴和艾恩·古福特），不过都没有得奖。

## 重启
2007年，有消息來源指出，即使《神奇四俠：銀魔現身》票房不理想，二十世紀福斯仍在籌備一部銀色衝浪手的後續作品，並考慮製作另一部《驚奇四超人》續集，不過都還沒有投入劇本開發。2009年8月，福斯开始重启《神奇四侠》系列电影。阿齐瓦·高斯曼被请来出任制片人，迈克尔·格林（Michael Green）出任编剧。2012年7月中旬，公司正式宣布将请因《超能失控》而成名的乔什·特兰克担任导演，杰里米·斯莱特（Jeremy Slater）出任编剧。2013年2月马修·沃恩成为电影的制片人。2013年6月，赛斯·葛雷恩·史密斯被请来为电影的剧本润色。电影于2014年5月初开拍，8月下旬完工。影片獨立於漫威电影宇宙之外，于2015年8月7日在美國上映。

## 延伸閱讀
- McLean, Thomas J. . Animation World Network. 2007-06-21  [2021-10-28]. （原始内容存档于2015-02-27） （英语）.